# Светско првенство у пливању 2017 — 200 м мешовито за жене
Такмичење у пливању у дисциплини 200 метара мешовитим стилом за жене на Светском првенству у пливању 2017. одржано је 23. јула (квалификације и полуфинале) и 24. јула (финале) као једна од дисциплина Светског првенства у воденим спортовима. Трке су се одржавале у базену Дунав арене у Будимпешта.
За трке у овој дисциплини било је пријављено 36 такмичарки из 29 земаља. Титулу светског првака по трећи пут за редом са успехом је одбранила мађарска пливачица Катинка Хосу (светски првак из 2013. и 2017) која је убедљиво славила у све три трке, а финалну трку испливала у времену 2:07,00 минута. Сребрну медаљу освојила је репрезентативка Јапана Јуј Охаши (резултат 2:07,91), док је бронза припала Американки Медисон Кокс (резултат 2:09,71).
Током три трке оборено је чак 9 националних и један континентални рекорд.

## Освајачи медаља
|                    | Резултат |                 | Резултат |                    | Резултат |
|                    |          |                 |          |                    |          |
| Катинка Хосу (МАЂ) | 2:07,00  | Јуј Охаши (ЈАП) | 2:07,91  | Медисон Кокс (САД) | 2:09,71  |

## Званични рекорди
Пре самог такмичења у овој дисциплини важили су следећи рекорди:
| Рекорд                         | Име                | Резултат | Место          | Датум           |
| ------------------------------ | ------------------ | -------- | -------------- | --------------- |
| Светски рекорд СР              | Катинка Хосу (МАЂ) | 2:06,12  | Казањ (Русија) | 3. август 2015. |
| Рекорд светских првенстава РПр | Катинка Хосу (МАЂ) | 2:06,12  | Казањ (Русија) | 3. август 2015. |

## Резултати квалификација
За такмичење у тркама на 200 метара међовитим стилом за жене било је пријављено 36 такмичара из 29 земаље, а свака од земаља је имала право на максимално два такмичара у овој дисциплини. Квалификационе трке одржане су првог дана пливачких такмичења, 23. јула у јутарњем делу програма, са почетком од 10:08 по локалном времену, а пласман у полуфинале остварило је 16 такмичарки са најбољим резултатима квалификација. Квалификације су се пливале у 4 квалификационе групе. три са по 10 такмичарки и једна са 6 учесница.
| ПЛ. | Трка | Стаза | Пливач                  | Држава           | Резултат | Напомена |
| --- | ---- | ----- | ----------------------- | ---------------- | -------- | -------- |
| 01. | 4    | 4     | Катинка Хосу            | Мађарска         | 2:07,49  | КВ       |
| 02. | 4    | 5     | Сидни Пикрем            | Канада           | 2:10,14  | КВ       |
| 03. | 2    | 5     | Медисон Кокс            | Сједињене Државе | 2:10,16  | КВ       |
| 04. | 3    | 4     | Шобан Мари О'Конор      | Велика Британија | 2:10,42  | КВ       |
| 05. | 2    | 6     | Руна Имај               | Jапан            | 2:11,15  | КВ       |
| 06. | 4    | 7     | Хана Мајли              | Велика Британија | 2:11,32  | КВ       |
| 07. | 4    | 6     | Ким Сеојонг             | Јужна Кореја     | 2:11,33  | КВ       |
| 08. | 4    | 3     | Јуј Охаши               | Jапан            | 2:11,44  | КВ       |
| 09. | 2    | 4     | Мелани Маргалис         | Сједињене Државе | 2:11,47  | КВ       |
| 10. | 3    | 3     | Ерика Селтенрајх Хоџсон | Канада           | 2:11,67  | КВ       |
| 11. | 2    | 2     | Жужана Јакабош          | Мађарска         | 2:12,10  | КВ       |
| 12. | 3    | 6     | Марија Уголкова         | Швајцарска       | 2:12,24  | КВ НР    |
| 13. | 4    | 2     | Јулија Јефимова         | Русија           | 2:12,41  | КВ       |
| 14. | 3    | 2     | Је Шивен                | Кина             | 2:12,48  | КВ       |
| 15. | 3    | 1     | Жоана Марањао           | Бразил           | 2:12,60  | КВ       |
| 16. | 2    | 3     | Котуку Нгавати          | Aустралија       | 2:13,03  | КВ       |
| 17. | 3    | 5     | Викторија Андрејева     | Русија           | 2:13,16  |          |
| 18. | 4    | 1     | Нгујен Ти Ан Вјен       | Вијетнам         | 2:13,36  |          |
| 19. | 4    | 0     | Викторија Зејнеп Гунеш  | Tурска           | 2:13,56  |          |
| 20. | 3    | 7     | Миреја Белмонте         | Шпанија          | 2:13,82  |          |
| 21. | 2    | 1     | Хелена Гасон            | Нови Зеланд      | 2:13,91  |          |
| 22. | 2    | 7     | Џанг Сиши               | Кина             | 2:13,99  |          |
| 23. | 3    | 8     | Симона Баумртова        | Чешка            | 2:14,26  |          |
| 24. | 2    | 8     | Викторија Каминскаја    | Португал         | 2:14,33  | НР       |
| 25. | 2    | 0     | Јена Лауканен           | Финска           | 2:14,70  |          |
| 26. | 4    | 9     | Марјолајн Делно         | Холандија        | 2:15,05  |          |
| 27. | 3    | 0     | Моника Гонзалез         | Mексико          | 2:16,11  |          |
| 28. | 2    | 9     | Макина де Бевер         | Перу             | 2:16,52  | НР       |
| 29. | 1    | 4     | Реса Канија Деви        | Индонезија       | 2:17,93  |          |
| 30. | 3    | 9     | Илектра Лебл            | Грчка            | 2:19,05  |          |
| 31. | 4    | 8     | Вирхинија Бардач        | Aргентина        | 2:19,29  |          |
| 32. | 1    | 5     | Сара Нистед             | Фарска Острва    | 2:26,48  |          |
| 33. | 1    | 6     | Клаудија Вердино        | Монако           | 2:27,34  | НР       |
| 34. | 1    | 3     | Тото Вонг               | Хонгконг         | 2:27,68  |          |
| 35. | 1    | 7     | Сајани Гош              | Индија           | 2:32,55  |          |
| 36. | 1    | 2     | Норан Ба Матраф         | Јемен            | 2:37,21  | НР       |

## Полуфиналне трке
Полуфиналне трке пливане су истог дана када и квалификације, 23. јула у поподневном делу програма са почетком у 18:32 по локалном времену. Пласман у финале остварило је 8 такмичарки са најбољим временима. Остварена су и два национална рекорда.
Прво полуфинале
| ПЛ. | Стаза | Пливач                  | Држава           | Резултат | Напомена |
| --- | ----- | ----------------------- | ---------------- | -------- | -------- |
| 1.  | 4     | Сидни Пикрем            | Канада           | 2:09,17  | КВ НР    |
| 2.  | 5     | Шобан Мари О'Конор      | Велика Британија | 2:09,72  | КВ       |
| 3.  | 6     | Јуј Охаши               | Jапан            | 2:10,45  | КВ       |
| 4.  | 3     | Хана Мајли              | Велика Британија | 2:11,20  |          |
| 5.  | 2     | Ерика Селтенрајх Хоџсон | Канада           | 2:11,61  |          |
| 6.  | 7     | Марија Уголкова         | Швајцарска       | 2:12,25  |          |
| 7.  | 1     | Је Шивен                | Кина             | 2:13,01  |          |
| 8.  | 8     | Котуку Нгавати          | Aустралија       | 2:14,07  |          |

Друго полуфинале
| ПЛ. | Стаза | Пливач          | Држава           | Резултат | Напомена |
| --- | ----- | --------------- | ---------------- | -------- | -------- |
| 1.  | 4     | Катинка Хосу    | Мађарска         | 2:07,14  | КВ       |
| 2.  | 2     | Мелани Маргалис | Сједињене Државе | 2:08,70  | КВ       |
| 3.  | 6     | Ким Сеојонг     | Јужна Кореја     | 2:09,86  | КВ НР    |
| 4.  | 5     | Медисон Кокс    | Сједињене Државе | 2:09,97  | КВ       |
| 5.  | 3     | Руна Имај       | Jапан            | 2:10,15  | КВ       |
| 6.  | 8     | Жоана Марањао   | Бразил           | 2:11,24  | НР KР    |
| 7.  | 7     | Жужана Јакабош  | Мађарска         | 2:11,92  |          |
| 8.  | 1     | Јулија Јефимова | Русија           | 2:12,88  |          |

## Финале
Финална трка пливана је 24. јула са почетком у 18:54 часова по локалном времену. У финалу је постављен један национални рекорд, а једна такмичарка је дисквалификована.
| ПЛ. | Стаза | Пливач             | Држава           | Резултат         | Напомена         |
| --- | ----- | ------------------ | ---------------- | ---------------- | ---------------- |
|     | 4     | Катинка Хосу       | Мађарска         | 2:07,00          |                  |
| 2   | 8     | Јуј Охаши          | Jапан            | 2:07,91          | НР               |
| 3   | 7     | Медисон Кокс       | Сједињене Државе | 2:09,71          |                  |
| 4.  | 5     | Мелани Маргалис    | Сједињене Државе | 2:09,82          |                  |
| 5.  | 1     | Руна Имај          | Jапан            | 2:09,99          |                  |
| 6.  | 2     | Ким Сеојонг        | Јужна Кореја     | 2:10,40          |                  |
| 7.  | 6     | Шобан Мари О'Конор | Велика Британија | 2:10,41          |                  |
| —   | 3     | Сидни Пикрем       | Канада           | Дисквалификована | Дисквалификована |